# کالوینیاسکو
کالوینیاسکو (به ایتالیایی: Calvignasco) یک کومونه در ایتالیا است که در استان میلان واقع شده‌است. کالوینیاسکو ۱٫۹ کیلومتر مربع مساحت و ۱٬۰۶۵ نفر جمعیت دارد.